# Trágica obsesión
Trágica obsesión (título original: You Belong to Me) es un telefilme canadiense de terror, crimen y misterio de 2008, dirigido por Richard Roy, escrito por Janet Himelstein y Sandor Stern, musicalizado por Kim Gaboury, Claude Milot y Mathieu Vanasse, en la fotografía estuvo Yves Bélanger, el elenco está compuesto por Shannon Elizabeth, Andrew Kenneth Martin y Glenda Braganza, entre otros. Este largometraje fue producido por Incendo Productions y Power; se estrenó el 21 de diciembre de 2008.

## Sinopsis
Alex se siente acosada por su exesposo, quien acaba de salir de la prisión. Cuando piensa que alguien ingresó a su casa, no titubea y acude a la policía, ya que también está con ella su hijo de cinco años.